# Cerro de la Majadita
Cerro de la Majadita är ett berg i Argentina.   Det ligger i provinsen San Juan, i den nordvästra delen av landet, 1 200 km väster om huvudstaden Buenos Aires. Toppen på Cerro de la Majadita är 5 382 meter över havet.
Terrängen runt Cerro de la Majadita är huvudsakligen bergig, men den allra närmaste omgivningen är kuperad. Trakten runt Cerro de la Majadita är nära nog obefolkad, med mindre än två invånare per kvadratkilometer.. Det finns inga samhällen i närheten.
Trakten runt Cerro de la Majadita består i huvudsak av gräsmarker.